# Бунт на корабле
Бунт на корабле (укр. Бунт на кораблі) — сьомий студійний альбом російського панк-рок гурту «Король и Шут», випущений у 2004 році. Цей альбом відрізняється від інших альбомів гурту більш тяжким звуком. Останній альбом, записаний за участю Олександра Балунова.

## Історія створення
На початку 2004 року після американських гастролей гурт покидає скрипалька Марія Нефьодова. Її вихід засмучує фанатів та шанувальників гурту, але музикантам це дає велику перевагу. Приблизно в той же час концертного директора Олександра Гордєєва викривають у крадіжці бюджетних грошей колективу від імені гурту і звільняють з гурту. До того ж на стадії навантаження звучання попереднього альбому «Жаль, нет ружья» у Михайла Горшеньова з'явилася ідея про те, щоб «добити» аудиторію, яка відстоювала думку, що гурт грає «попсу», а не панк-рок, і у гурту з'являється бажання записати повноцінний якісний альбом, довше посидівши на студії. Оскільки у гурту був контракт із випускаючою компанією «Містерія звуку» на випуск 3 альбомів, то вони продають права на попередній альбом і третій, який ще не був записаний. За словами басиста гурту Балу, у нього з Михайлом відбулася серйозна розмова, в ході якої вони прийшли до думки, що цей лонгплей запишуть так само швидко, як і попередні альбоми, а з наступним потрібно поспішати. Він пояснив це так: оскільки грошей з продажу прав вони отримали, то видавати публіці лише найкращі композиції не має особливого бажання, а з наступного альбому можна буде й «шедеври» випускати. Також гітарист гурту Олександр Леонтьєв почав набирати пристойну музичну вагу як аранжувальник і став наполягати на тому, щоб гурт заграв у стилі The Exploited. Спочатку Михайло у грубій формі відмовив йому, але згодом змінив думку. До того ж перед поїздкою Горшка на відпочинок до Кіпру зі своєю майбутньою другою дружиною Ольгою, у нього з Князем також була серйозна розмова, в якій Михайло оголосив рішення про те, щоб той не приносив свої пісні на свою музику, на що Князь цю позицію сприйняв у багнети, оскільки це обмежувало його права як другого композитора. Тому звукорежисер гурту Павло Сажинов запропонував ідею записати альбом наживо, як зазвичай записують концертні альбоми, але відповідальність на музикантах лежала велика, бо за помилки все доводилося перезаписувати заново. У результаті музику записали за 2 дні (зазвичай цей час записувалися барабани). Лише голоси наклали потім, і те, бо Андрій Князєв ще доопрацьовував тексти, а можливості російських студій не дозволяли записувати музичний матеріал одночасно з голосом. Альбом був повністю записаний навесні 2004 року, а влітку музиканти вирушили до Німеччини для зведення та майстерингу материала. Мастерингом альбому займався Кай Бланкенберг. Пісні, що увійшли до альбому, на момент запису були відносно новими, крім композицій «Раненый воин», що була присутня в демоальбомі «Ересь» 1990 року, та «Рыцаря», який був написаний ще у 1993 року. Музика до пісні «Хороший пират — мёртвый пират!» була написана Олександром Леонтьєвим ще під час його перебування у гурті «Кукрыникси». Текст пісні «Задира и солдат» був вперше опублікований у буклеті до збірки пісень «Собрание» у 2001 році. Пісня «Исповедь вампира» була зіграна на «Нашому Радіо» у 2003 році, ще за рік до офіційного випуску альбому.
Робочою назвою цього альбому був «Северный флот». Згодом, після смерті Михайла Горшеньова, учасники, що залишилися, створили новий гурт і взяли цю назву. Іншу назву мала і пісня, що дала ім'я платівці. Спочатку вона називалася "Капитан".
Композиції «Исповедь вампира» та «Северный флот» були вперше виконані наживо 22 березня 2004 року на концерті у Києві. 9 квітня на офіційний сайт гурту було викладено демоверсію пісні «Исповедь вампира» у вигляді синглу, а 16 квітня на виступі «Короля и Шута» у Санкт-Петербурзькому СКК відбулася прем'єра ще двох пісень — «Волшебный глаз старика Алонса» та «Месть Гарри». Сам альбом був випущений 13 листопада 2004 року, а його презентація відбулася того ж дня у Санкт-Петербурзі на концерті в ДС «Ювілейний» та 20 листопада в Москві на концерті в ДС «Лужники».

## Список композицій
1. Хардкор по-русски — 2:53
2. Волшебный глаз старика Алонса — 1:37
3. Исповедь вампира — 3:35
4. Месть Гарри — 3:08
5. Северный Флот — 2:11
6. Идол — 3:00
7. Бунт на корабле! — 1:52
8. Хороший пират — мёртвый пират! — 4:13
9. Рыцарь — 2:46
10. Звонок — 1:59
11. Инквизитор — 3:47
12. Задира и солдат — 3:39
13. Раненый воин — 1:42
14. Муха — 0:06
15. Хозяин леса — 3:10

## Пісні альбому в інших релізах гурту
Композиції «Хардкор по-русски», «Исповедь вампира» та «Северный флот» увійшли до концертного DVD «На краю. Live», записаний у 2013 році, причому пісня «Северный флот» була виконана в акустичному варіанті. Композиція «Хозяин леса» увійшла до концертного варіанту альбому «Тень клоуна», записаного у 2009 році, але так і не випущеного на фізичному носії. 
Також пісня "Северный флот" у якіснішому перезаписаному аранжуванні вийшла в першій частині саундтреку до серіалу "Король и Шут".

## Відгуки та критика
Альбом, на який шанувальники гурту чекали 2 роки, був сприйнятий ними неоднозначно і виявився менш успішним, ніж попередні альбоми «Жаль, нет ружья» та «Как в старой сказке». Це було пов'язано з відсутністю фолкових мотивів у музиці (позначився відхід скрипачки Марії Нефьодової), гітарним звучанням, що обтяжувався, і засунутим на другий план вокалом, через що слова пісень чути важко. Це призвело до того, що багато шанувальників розчарувалися у гурті та альбом продавався гірше за попередні роботи «Короля и Шута». На цьому ґрунті у Горшеньова та Князєва почалися перші серйозні творчі розбіжності. Проте, як експеримент, ця робота виявилася загалом успішною, при цьому гурту вдалося залучити до своєї аудиторії новий сегмент — любителів хардкор-панку. Вже під час роботи над наступним альбомом музиканти «Короля и Шута» вирішили повернутися до більш класичного для гурту звучання. Михайло Горшенев зауважив, що альбом «Бунт на кораблі» вийшов не настільки важким, як планувався і що не всі ідеї в ньому вдалося реалізувати. Станом на січень 2013 року гурт планував записати альбом, де буде проведено «роботу над помилками» «Бунту на кораблі». Однак у зв'язку зі смертю головного вокаліста Михайла Горшеньова, подальша доля цієї роботи невідома.

## Учасники запису

### Музиканти гурту
- Михайло Горшеньов (Горшок) — вокал, музика, тексти.
- Андрій Князєв (Князь) — вокал, тексти, музика.
- Яків Цвіркунов (Яша) — соло-гітара, бек-вокал, вокал (1,3,4,5,7).
- Олександр Леонтьєв (Ренегат) — ритм-гітара, бек-вокал, вокал (1,3,4,5,7,9,11,13), музика, аранжування (3,8)
- Олександр Балунов (Балу) — бас-гітара, бек-вокал, вокал (1,3,4,5,7,9,11).
- Олександр Щиголєв (Поручик) — ударні.

### Запрошені музиканти
- Євгеній «Ай-Ай-Ай» Фьодоров (Tequilajazzz) — вокал (8).

### Звукозапис
- Звукорежисер — Павло Сажинов
- Саунд-продюсери — Павло Сажинов та Євген Левін (Аліса)
- Мастеринг — Kai Blankenberg (студія Skyline Studios, м. Дюссельдорф)
- Запис та зведення зроблено на студії «Добролёт» (Санкт-Петербург).